# Callonotacris chelonia
Callonotacris chelonia är en insektsart som först beskrevs av Jean Guillaume Audinet Serville 1838.  Callonotacris chelonia ingår i släktet Callonotacris och familjen Romaleidae. Inga underarter finns listade i Catalogue of Life.